# Maurice-Burlaz-Trophäe
Die Maurice-Burlaz-Trophäe wird seit 1990 alle zwei Jahre von der UEFA an den europäischen Nationalverband vergeben, „dessen männliche Nachwuchsmannschaften die besten Ergebnisse in den UEFA-Wettbewerben erzielt haben“. Die Auszeichnung ist benannt nach Maurice Burlaz, dem ehemaligen Vizevorsitzenden der UEFA-Juniorenkommission.

## Bisherige Sieger
- 1990: Portugal – U18-Vizeeuropameister, Junioren-Weltmeister 1989 und Dritter der U16-Weltmeisterschaft 1989
- 1992: Deutschland – U16-Europameister
- 1994: Spanien – Dritter der U18-Europameisterschaft und Dritter der U21-Europameisterschaft
- 1996: Spanien – U18-Vizeeuropameister und U21-Vizeeuropameister
- 1998: Spanien – Dritter der U16-Europameisterschaft, U21-Europameister und Dritter der U17-Weltmeisterschaft 1997
- 2000: Portugal – U16-Europameister und Junioren-Weltmeister 1999
- 2002: Spanien – U19-Europameister
- 2004: Spanien – U19-Europameister, Vize-Junioren-Weltmeister 2003 und U17-Vizeweltmeister 2003
- 2006: Spanien – U19-Europameister
- 2007: Spanien – U17-Europameister, U19-Europameister und  U17-Vizeweltmeister
- 2009: Deutschland – U17-Europameister, U19-Europameister 2008 und U21-Europameister
- 2011: Spanien – U19-Europameister und U21-Europameister
- 2013: Frankreich – U19-Vizeeuropameister und U-20-Weltmeister
- 2015: Deutschland – U17-Vize-Europameister und U-19-Europameister
- 2017: England – U17-Vize-Europameister, U-19-Europameister, U-17- und U-20-Weltmeister

## Häufigste Auszeichnungen
1. Spanien – 8×
2. Deutschland – 3×
3. Portugal – 2×
4. Frankreich und England – 1×